# Tembayangan
Tembayangan is een bestuurslaag in het regentschap Sumenep van de provincie Oost-Java, Indonesië. Tembayangan telt 651 inwoners (volkstelling 2010).